# Social kontext
Social kontext, social miljö, är det sociala sammanhang i vilket en person lever. Den sociala miljön omfattar såväl levnadsvillkor, arbetsförhållanden, inkomst, utbildning samt olika sociala och kulturella sammanhang. Inom miljöpsykologin studeras den sociala miljöns samverkan med en person och hur denna formar och formas av sitt sammanhang. Alltså hur miljön på ett visst ställe är och hur det ser ut.